# Kegelite
La kegelite (simbolo IMA: Keg) è un minerale molto raro della classe dei minerali "silicati e germanati" con formula chimica Pb8Al4Si8(SO4)2(CO3)4(OH)8O20. Pertanto, il minerale è un silicato Pb-Zn-Al con gruppi solfato e carbonato, che appartiene strutturalmente ai fillosilicati.

## Etimologia e storia
Lo scopritore della kegelite è il collezionista di minerali Fritz Kaufmann, che ha trovato il minerale a Tsumeb in Namibia. Le prime descrizioni furono fatte nel 1975 e nel 1976 da Olaf Medenbach e Karl Schmetzer, che chiamarono il minerale in onore di Friedrich Wilhelm Kegel (1874-1948), direttore della miniera di Tsumeb dal 1922 al 1938. La grande collezione di minerali di Tsumeb costruita da Kegel è ora nel National Museum of Natural History, a Washington, che conserva dunque il campione tipo con numero di catalogo NMNH 134514, 147460. Nel 1990, Pete J. Dunn, Richard S. W. Braithwaite, Andrew C. Roberts e Robert A. Ramik hanno ridefinito il minerale, che è stato riconosciuto dall'Associazione Mineralogica Internazionale (IMA) nel 1990.

## Classificazione
Nell'ormai obsoleta, ma in parte ancora in uso, 8ª edizione della sistematica minerale secondo Strunz, la kegelite apparteneva alla classe dei minerali dei "silicati e germanati" e lì alla sottoclasse dei "fillosilicati", dove formava il gruppo indipendente nº VIII/H.09 insieme a ferripirofillite, macaulayite, minnesotaite, pirofillite, talco e willemseite.
Anche la 9ª edizione della sistematica minerale di Strunz, in vigore dal 2001 e utilizzata dall'Associazione Mineralogica Internazionale (IMA), classifica la kegelite nel dipartimento dei "fillosilicati". Tuttavia, questo è ulteriormente suddiviso in base alla struttura cristallina, in modo che il minerale possa essere trovato in base alla sua struttura nella suddivisione di "fillosilicati con fogli di mica, composti di reti di tetraedri ed ottaedri", dove è l'unico membro del gruppo senza nome 9.EC.80.
Stesso discorso per classificazione dei minerali di Dana, che viene utilizzata principalmente nel mondo anglosassone: anch'essa classifica la kegelite nella classe dei "silicati e germanati" e lì nella sottoclasse dei "minerali fillosilicati". Qui è l'unico membro del gruppo senza nome 71.05.01 all'interno della suddivisione "Fillosilicati: strati di anelli a sei membri con altri anioni".

## Abito cristallino
La kegelite cristallizza nel sistema cristallino monoclino nel gruppo spaziale C2/m (gruppo nº 12), gruppo di camere Cm (gruppo nº 8) oppure C2 (gruppo nº 5) con i parametri reticolari a = 21,04 Å; b = 15,55 Å; c = 8,986 Å e β = 91,0°; inoltre possiede 3 unità di formula per cella unitaria.
La struttura della kegelite ha un reticolo stratificato in cui gli strati di fillosilicati covalenti formano strati intermedi nella cella unitaria in una struttura ionica simile a quella dei polimorfi di leadhillite. Strutturalmente, quindi, è una disposizione alternata di strutture simili a fillosilicati e piombo nella cella unitaria. La kegelite mostra affinità strutturali con la surite.

## Proprietà

### Morfologia
La kegelite forma cristalli pseudoesagonali, simili alla clorite, appiattiti fino a 30 μm di dimensione e circa 1 µm di spessore, la cui forma portante è il pinacoide {100}. Caratteristicamente, i cristalli si uniscono per formare aggregati sferici o simili che sono fusi con ematite e mimetesite. I cristalli di kegelite al livello utilizzato per la ridefinizione del minerale hanno dimensioni fino a 0,3 mm. Il campione più ricco conosciuto è ricoperto da cristalli di kegelite e si aggrega su un'area di 8 cm × 5 cm.

### Proprietà fisiche e chimiche
Gli aggregati della kegelite sono da incolori a bianco perla, anche il colore dello striscio è descritto come bianco. I cristalli da traslucidi a trasparenti sono lucidi come il vetro, ma i cristalli più grandi in particolare hanno una lucentezza madreperlacea grazie alla loro perfetta sfaldatura lungo {100}. Molto caratteristica è l'estrema flessibilità dei cristalli. La durezza Mohs del minerale è sconosciuta, la densità calcolata è di 4,76 g/cm3.
Il kegelite non è solubile in acido cloridrico caldo, acido solforico caldo o acido nitrico caldo.

## Origine e giacitura
La kegelite si forma secondariamente e si trova nella zona di ossidazione dei giacimenti di minerali polimetallici. I minerali compagni nella località tipo sono il quarzo, la galena, la siderite, la mimetesite, l'ematite, la leadhillite, l'anglesite, la fleischerite, la melanotekite e l'alamosite, dove è particolarmente tipica l'associazione con la melanotekite e l'alamosite.
Essendo una formazione minerale rara, la kegelite è stata finora rilevata solo in pochi siti, con solo quattro siti noti finora alla data del 2016. La località tipo è considerata il deposito di Cu-Pb-Zn-Ag-Ge-Cd della "miniera di Tsumeb" (miniera di Tsumcorp) a Tsumeb, nella regione di Oshikoto, in Namibia. Altri siti includono la miniera vicino a Tune (a Sarpsborg, conte di Østfold in Norvegia), la vena Old Glencrieff (nel Dumfries e Galloway in Scozia), e nel campo minerario di Zeehan in Tasmania (Australia). [11]

## Forma in cui si presenta in natura
La kegelite sviluppa aggregati prevalentemente sferici, rivestimenti feltrosi e masse compatte di cristalli pseudoesagonali estremamente sottili con – a causa della perfetta scissione lungo il pinacoide {100} – una distinta lucentezza madreperlacea.

## Utilizzo
Con un contenuto di monossido di piombo di circa il 61% in peso, la kegelite sarebbe un ricco minerale di piombo. Tuttavia, a causa della sua estrema rarità, il minerale interessa solo i collezionisti.